# دان سافاج
دانيال كينان سافاج (بالإنجليزية: Dan Savage)‏ (مواليد 7 أكتوبر 1964) مؤلف أمريكي ومحلل إعلامي وصحافي وناشط في مجال حقوق المثليين. وهو كاتب عمود حب سافاج وهو عمود مرتبط دوليًا للاستشارات في مجال العلاقات والجنس. في عام 2010، بدأ سافاج وزوجه تيري ميللر مشروع إت غتس بتر، وذلك للمساعدة من الحد من الانتحار في أوساط المثليين الشباب. عمل أيضًا كمخرج مسرحي، يُعرف عنه أحيانًا ككينان هولاهان.
ولد سافاج في شيكاغو لأبوين كاثوليكيين، وارتاد جامعة إلينوي في أوربانا شامبين حيث نال درجة البكالوريوس في الفنون الجميلة في اختصاص التمثيل. عاش في برلين الغربية لفترة وجيزة من عام 1988 إلى عام 1990، وانتقل بعد ذلك إلى ماديسون، ويسكونسن، حيث أصبح صديقًا لتيم كيك، أحد مؤسسي ذا أنيون. عندما انتقل كيك إلى سياتل، واشنطن، انتقل سافاج أيضًا ليصبح كاتب عمود المشورة في صحيفة ذا سترينجر التي أسسها كيك، إذ عرض على سافاج العمل بعد أن كتب سافاج عمودًا نموذجيًا أثار إعجابه. أصبح سافاج منذ ذلك الحين كاتب عمود جنسي ومؤيدًا صريحًا لحقوق المثليين في الولايات المتحدة، معبراً عن دعوته من خلال عموده، سافاج لوف، ونسخة بودكاست من عموده، سافاج لوفكاست. في عام 2001، صاغ سافاج وقرائه مصطلح «بيجنج»، وهو مصطلح يصف المرأة التي تخترق الرجل شرجيًا باستعمال قضيب اصطناعي قابل للارتداء. 
خارج مجال كتاباته والبودكاست، دافع سافاج عن السياسة التقدمية والنهوض بحقوق الشباب المثليين للحد من الانتحار ضمن أوساطهم. وعارض القوانين التي تمنع الإباحية وبيع الألعاب الجنسية وأسس مشروع إت جيتس بيتر مع زوجه تيري ميلر الذي تزوجه في عام 2005. وظهر سافاج في العديد من البرامج التلفزيونية ووسائل الإعلام، بما في ذلك كاونتداون ويذ كيث أولبرمان وأندرسون كوبر 360. أيد مفهوم حرب العراق عام 2002 لكنه غير موقفه بعد الغزو.
أثار سافاج الجدل حيال آرائه وأفعاله فيما يخص مجتمع المثليين. صاغ مصطلح «سانتورم» لتعريف المنتج الثانوي للجنس وذلك بعد أن أدلى السيناتور السابق ريك سانتورم بتعليقات مناهضة للمثليين عام 2003، وأدان كنيسة يسوع المسيح لقديسي الأيام الأخيرة (المورمون) لدعمها اقتراح كاليفورنيا 8، الذي حظر زواج المثليين في كاليفورنيا. حظي نشاطه وخطابه العام بالثناء من المشاهير والسياسيين، بمن فيهم الرئيس السابق باراك أوباما.

## وصلات خارجية
- دان سافاج على موقع IMDb (الإنجليزية)
- دان سافاج على موقع الموسوعة البريطانية (الإنجليزية)
- دان سافاج على موقع روتن توميتوز (الإنجليزية)
- دان سافاج على موقع إن إن دي بي (الإنجليزية)
- دان سافاج على موقع قاعدة بيانات الفيلم (الإنجليزية)